# Banco Popular Español
Banco Popular Español fou un banc fundat l'any 1926. L'any 2010 era el tercer grup bancari més gran d'Espanya. El 7 de juny de 2017 fou adquirit per Banco Santander per 1 euro després que el BCE considerés que era inviable i estava en risc de caiguda, preocupacions que, entre d'altres, ja havien generat fortes davallades de l'entitat a la borsa en les setmanes anteriors.

## Història
Va ser creat el 14 de juliol de 1926 a Madrid, amb el nom Banco Popular de los Previsores del Porvenir, com a departament bancari de l'associació no mercantil anomenada "Los Previsores del Porvenir", i impulsat per Emilio González Llana, vinculat al Banc fins a la seva mort.
En la seva primera etapa el banc va tenir un caràcter cooperatiu, encara que en forma de societat anònima per accions. El capital fundacional de quatre milions va estar molt distribuït i hi participaren com accionistes el rei Alfons XIII i tota la família reial. El domicili social s'instal·là al número 3 de la Gran Vía madrilenya, i fou inaugurat el 14 d'octubre. El banc va anar progressant, encara que mantenint-se en una segona o tercera línia d'importància bancària.
Després de la guerra civil espanyola, el Banc inicià una segona etapa amb l'entrada de Fèlix Millet i Maristany, com a fort accionista i president executiu. Amb el nou president, el Banc trencà els vincles amb l'associació Previsores del Porvenir (1946), i canvià la denominació per a usar Banco Popular Español (1947). Desaparegué la mentalitat comerciant i botiguera, lligada a la menestralia madrilenya, i s'intentà crear un banc modern. Durant l'època de Millet el Banc passà de 200 milions a 5.000 milions de pessetes i arribà a ser vuitè banc d'Espanya, per la importància dels seus dipòsits. L'any 1946 comprà 13.000 accions del Banco Central, entrant al consell d'aquest banc. El Popular aprofità la
legislació liberal per a instal·lar un gran nombre de noves oficines.
L'etapa Millet va acabar a principis de 1957, quan la família Millet vengué la majoria de les accions del Banc i Fèlix Millet passà a ser President Honorari. El nou president fou Fernando Camacho i entraren nous consellers. A l'invers dels altres bancs espanyols el Popular llavors inicià un procés de descentralització, creant bancs de caràcter regional. Convertí el Banco de Jerez en Banco de Andalucía, i en la seva òrbita va tenir el Banco de Soto i Banco de Vigo, establerts a Galícia, i Crédito Balear, amb seu social a Palma.
Amb la mort de Fernando Camacho, Lluís Valls-Taberner Arnó fou nomenat president del banc, càrrec que va mantenir entre 1972 i 2004. L'any 1992 el banc va convertir la filial francesa en una joint venture amb el Banco Comercial Português i establí una xarxa de sucursals a Portugal.

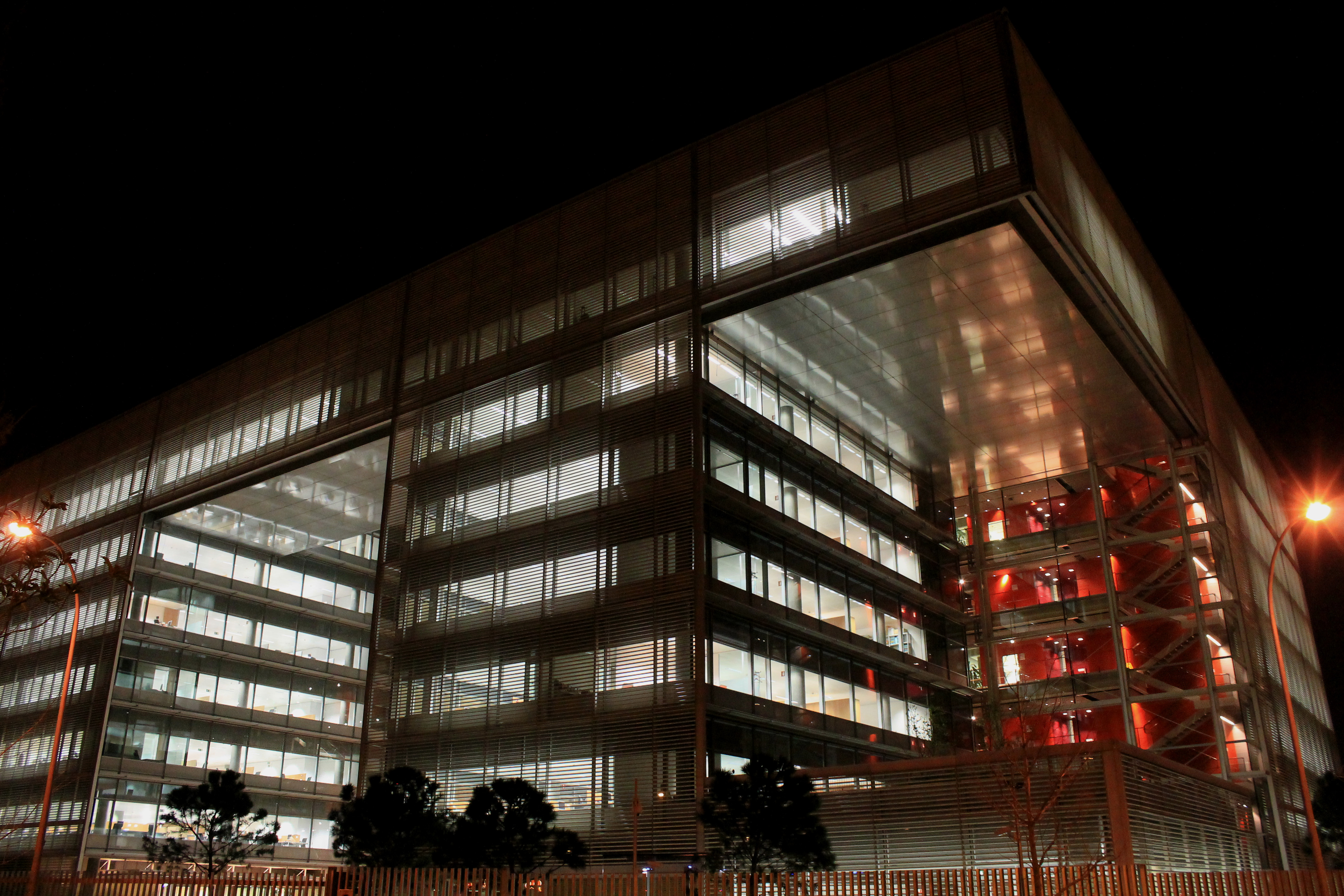
Oficines centrals del banc, a Madrid.

L'any 2007 va comprar TotalBank, un petit banc del sud de Florida amb 250 empleats i 14 oficines, per un import de 300 milions de dòlars. El 30 d'abril de 2008 va acordar la venda del Banco Popular France a Crédit Mutuel – CIC per 85 milions d'euros.
El 25 de setembre del 2008, durant la Crisi financera global del 2007-2012, el consell d'administració del Banco Popular va prendre la decisió d'absorbir les seves filials Banco de Castilla, Banc de Crèdit Balear, Banco de Galicia i Banco de Vasconia. La desaparició d'aquestes quatre entitats financeres es realitzà sense liquidació i mitjançant la transmissió en bloc dels seus patrimonis al Banc Popular. El Banco de Andalucía fou també absorbit el 19 de maig de 2009.
El 2017 fou comprat pel Banc Santander per un euro.

## Informació corporativa

### Composició del grup
El Grupo Banco Popular va arribar a estar integrat per: 
- Un banc nacional: Banco Popular Español
- Cinc marques regionals: Banco de Andalucía, Banco de Castilla, Banc de Crèdit Balear, Banco de Vasconia, Banco de Galícia
- Un banc d'hipoteques: Banco Popular Hipotecario;
- Una subsidiària a Portugal: Banc Popular Portugal;
- Un banc per Internet: Bancopopular-e;
- Oficines representatives a l'estranger: Bèlgica, Xile, Alemanya, Hong Kong, Colòmbia, El Marroc, Països Baixos, Suïssa (Ginebra i Zúric), Veneçuela, Regne Unit.

### Presidents
- Emilio González-Llana Fagoaga (1926-1931)
- Gabriel Gancedo Rodríguez (1931-1933)
- Antonio Ferrer Jaén (1933-1939)
- Juan Martín Vicente (1936-1939) (zona nacional)
- Emilio González-Llana Fagoaga (1939-1945)
- Fèlix Millet i Maristany (1945-1956)
- Fernando Camacho Baños
- Lluís Valls-Taberner Arnó (1972-2004)
- Xavier Valls Taberner (copresident ?-2006)
- Ángel Carlos Ron Güimil (copresident 2004-2006 i president 2006-2018)